# Sachsendorf (Barby)
Sachsendorf ist ein Ortsteil der Stadt Barby im Salzlandkreis in Sachsen-Anhalt. Ortsbürgermeister von Sachsendorf ist Herr Steve Daniel. Dieser gehört der Freien Wählergemeinschaft Elbe-Saale-Winkel an. 

## Geografie

Lage von Sachsendorf in der Stadt Barby

Sachsendorf liegt in einem flachen Gebiet nahe der Mündung der Saale in die Elbe. Der Landgraben, der das Gebiet um Sachsendorf entwässert, gehört bereits zum Biosphärenreservat Mittelelbe. Die Stadt Dessau-Roßlau liegt 25 km östlich, Calbe (Saale) ca. 10 km westlich von Sachsendorf.
Das flache Land und die Nähe zu Elbe und Saale machten es erforderlich, Hochwasser-Schutzdeiche zu bauen.
Zur ehemaligen Gemeinde Sachsendorf gehörte der Ortsteil Patzetz.

## Geschichte
Ältester Teil der ehemaligen Gemeinde ist Patzetz, damals ein Vorwerk von Groß Rosenburg. Der Ort taucht im Jahr 1100 erstmals in einer Urkunde auf. Sachsendorf entstand in seiner heutigen Form erst 1670, als sich niedersächsische Kossäten hier niederließen.
Am 1. Januar 2010 schlossen sich die bis dahin selbstständigen Gemeinden Sachsendorf, Breitenhagen, Glinde, Groß Rosenburg, Lödderitz, Pömmelte, Tornitz, Wespen und Zuchau sowie die Stadt Barby (Elbe) zur neuen Stadt Barby zusammen. Gleichzeitig wurde die Verwaltungsgemeinschaft Elbe-Saale, zu der Sachsendorf gehörte, aufgelöst.

## Politik
- Wg E-S-W: 1
- fraktionslos: 2

### Ortschaftsrat
Vorsitzender des Ortschaftsrats von Sachsendorf ist Steve Daniel (Wg E-S-W).

## Wirtschaft
Rüben waren über Jahrzehnte das Hauptanbauprodukt im Gebiet. Von 1884 bis zum 1. Oktober 1922 vermittelte einerseits die Pferdebahn Patzetz–Breitenhagen den Personenverkehr zum Bahnhof Sachsendorf.
Diese – auch so genannte –  Rübenbahn transportierte andererseits gleichzeitig die Rübenernte (nach 1922 ausschließlich als Güterverkehr) in die Zuckerfabrik nach Dröbel (heute Ortsteil von Bernburg). Das Gleisbett der 1950 stillgelegten und danach abgerissenen Strecke ist heute ein Rad- und Wanderweg.
Neben der Landwirtschaft gibt es in der Gemeinde kleinere Gewerbebetriebe und ein Betonsteinwerk. Des Weiteren wird um Sachsendorf Kies abgebaut.

## Sehenswürdigkeiten

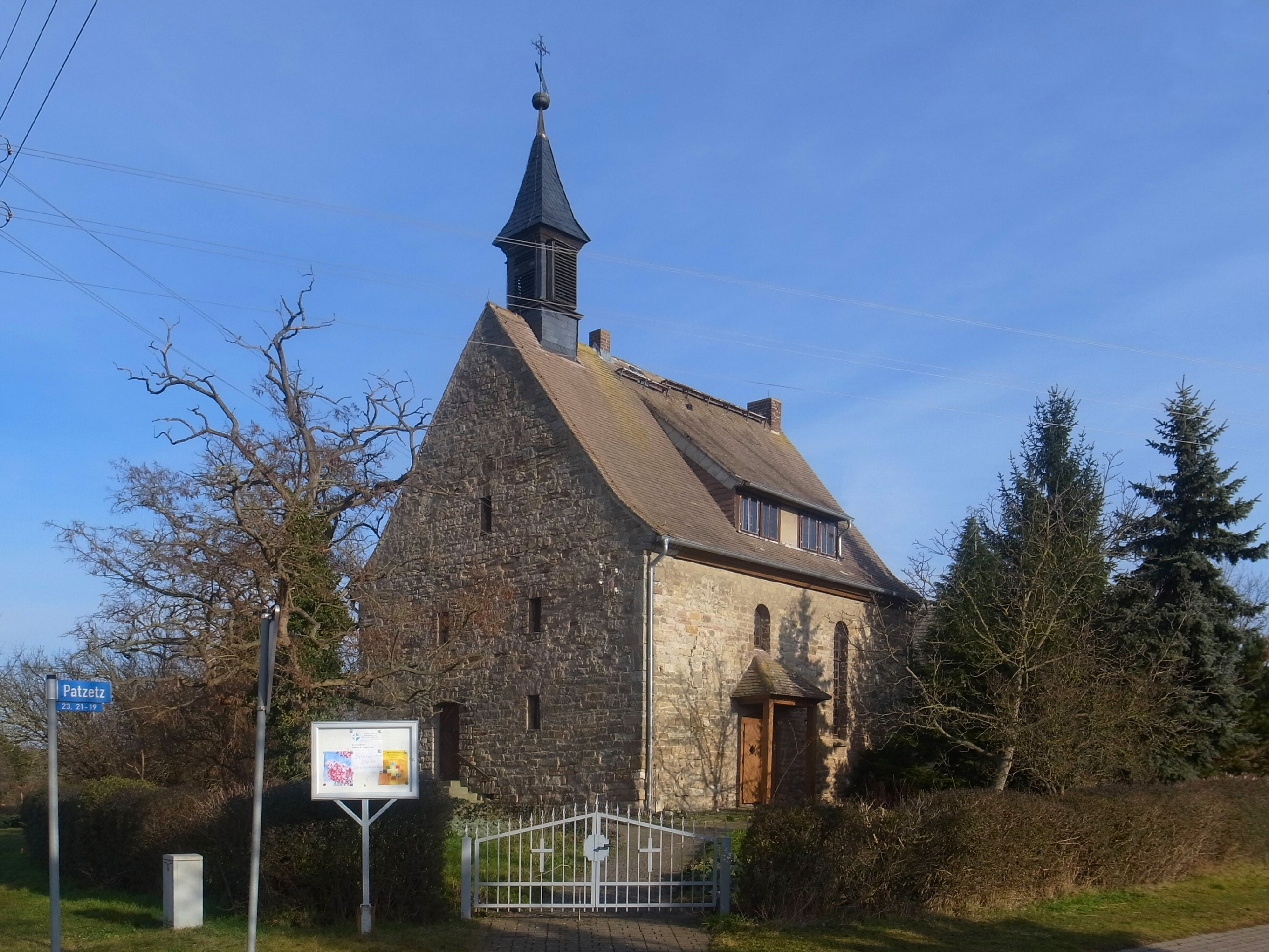
Trinitatiskapelle im Ortsteil Patzetz

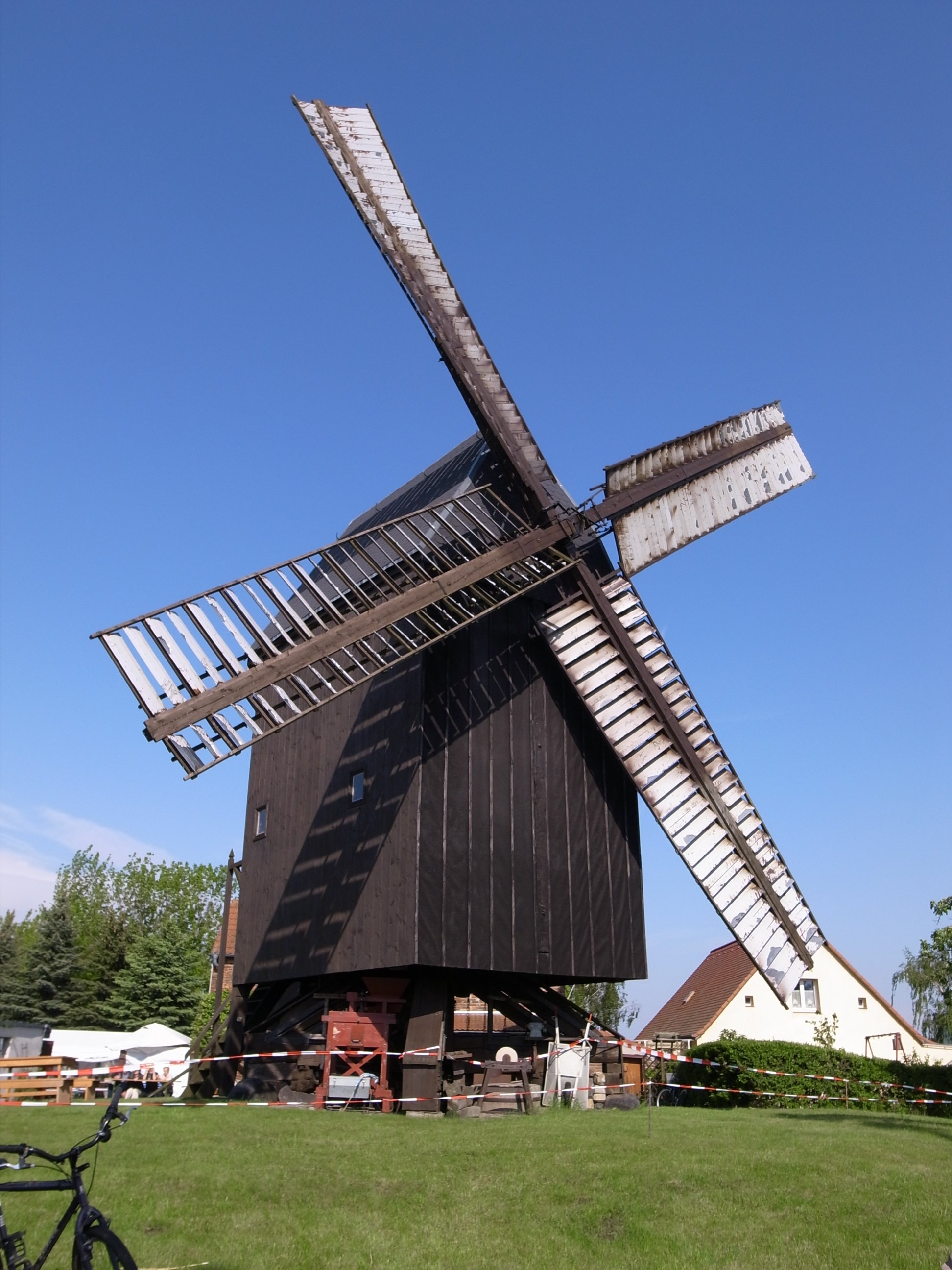
Bockwindmühle Sachsendorf

- Trinitatiskapelle  im Ortsteil Patzetz
- Bockwindmühle zwischen Sachsendorf und Patzetz (Technisches Denkmal)

## Verkehrsanbindung
Sachsendorf liegt an der Kreuzung der Landstraßen von Calbe (Saale) nach Dessau und von Bernburg (Saale) nach Groß Rosenburg.
Seit 1883 ist Sachsendorf Bahnstation der heutigen Hauptstrecke Magdeburg–Leipzig, die mit dem jetzigen Fahrplan (2021) stündlich von je einem Regionalexpress pro Richtung von Magdeburg nach Halle bedient wird.